# Вайзенбах
Вайзенбах (нем. Weisenbach) — община в Германии, в земле Баден-Вюртемберг. 

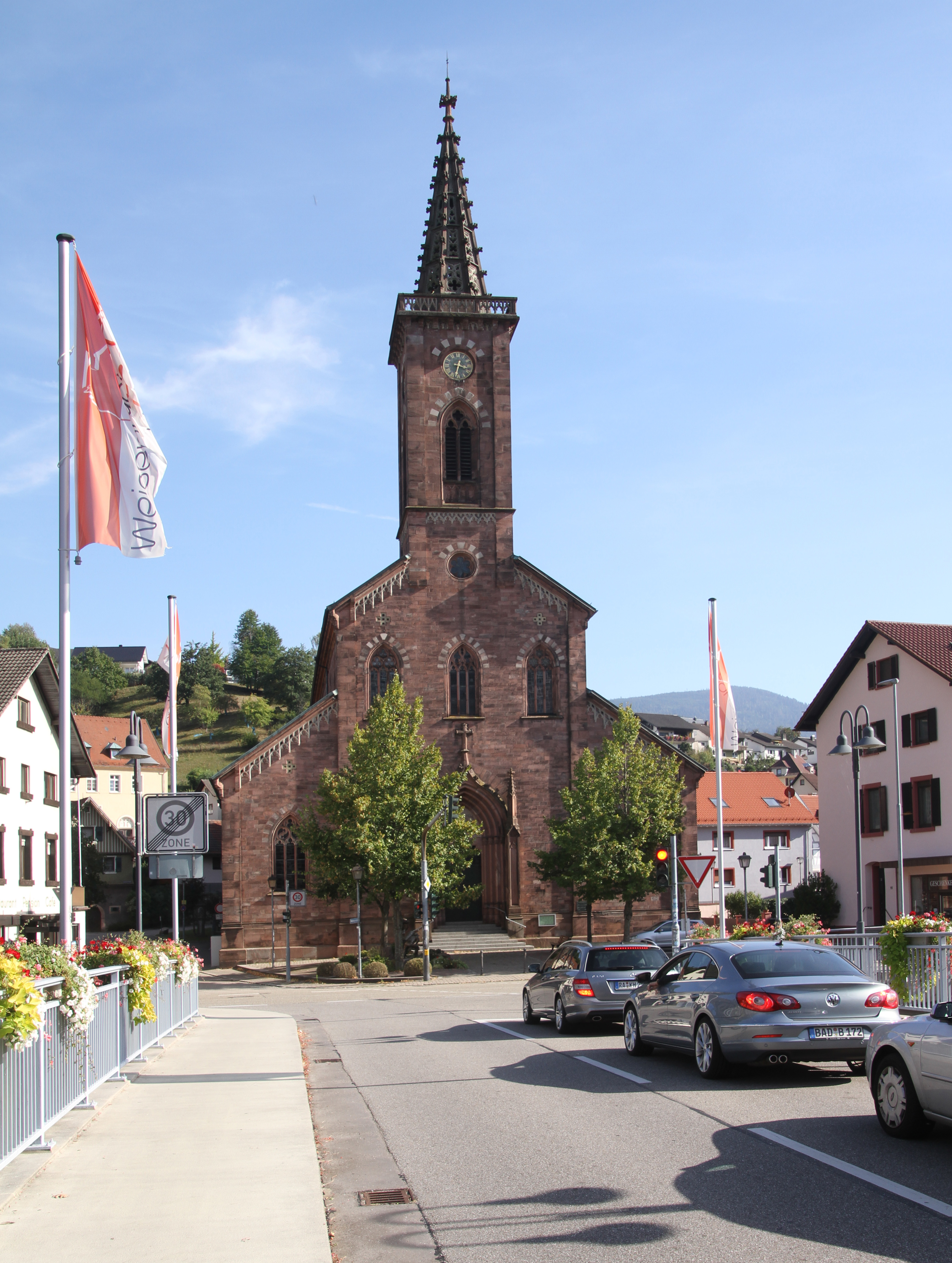

Подчиняется административному округу Карлсруэ. Входит в состав района Раштат.  Население составляет 2561 человек (на 31 декабря 2010 года). Занимает площадь 9,07 км².